# Literatuur van A tot Z

## A
Abele spelen - 
Algemene literatuurwetenschap - 
Allegorie - 
Amerikaanse literatuur -
Anekdote - 
Auteur - 
Autobiografie - 
Avontuur (rollenspel) - 
Avonturenroman ·

## B
Ballade - 
Beeldverhaal - 
Beeldspraak - 
Bibliotheek - 
Biografie - 
Blank vers - 
Blijspel - 
Boek - 
Boekhandel - 
Boekdrukkunst - 
Bredevoort - 
Brief - 
Briefroman - 
Britse literatuur -
Burleske

## C
Canon (cultuur) - 
Literatuur van het Caribisch deel van het Koninkrijk der Nederlanden - 
Chicklit -
Close reading - 
Concrete poëzie - 
Custos

## D
Dagboek - 
Detective(verhaal/roman) - 
Deus ex machina - 
Dichter - 
Dichter des Vaderlands (België) - 
Dichter des Vaderlands (Nederland) - 
Drama (genre) - 
Duitse literatuur

## E
Engelse literatuur -
Engelstalige jeugdliteratuur -
Epiek -
Emblematiek - 
Esperanto-literatuur -
Essay -
Ex libris

## F
Fabel - 
Fanfictie -
Fictie -
Frans-Antilliaanse literatuur -
Franse literatuur -
Friese literatuur

## G
Gedicht -
Griekse literatuur

## H
Hongaarse literatuur -
Horror - 
Hymne

## I
Ierse literatuur - 
Illuminisme -
Indonesische literatuur -
Intertekstualiteit -
Italiaanse literatuur

## J
Jeugdliteratuur -
Journalistiek

## K
De klassieken -
Komedie - 
Kort verhaal

## L
Latijns-Amerikaanse literatuur -
Latijnse literatuur -
Literaire canon -
Literaire kritiek -
Literair vertaler -  
Literariteit - 
Literatuur - 
Literatuurgeschiedenis - 
Literatuurprijzen -
Lyriek

## M
Marialegende - 
Metafoor - 
Metrum - 
Mirakelspel - 
Modernismo -
Motief - 
Mysteriespel - 
Mythe

## N
Nederlandse literatuur -
Nederlandstalige jeugdliteratuur -
Non-fictie -
novelle

## O
Oxymoron

## P
Papier -
Papyrus -
Parodie - 
Passantenliteratuur -
Perkament -
Pocketboek -
Poet laureate -
Poëtica -
Poëzie

## R
Raamvertelling -
Realisme - 
Recensie -
Redu - 
Reisverhaal -
Renaissance -
Rijm -
Roman - 
Romantiek - 
Rondeel - 
Russische literatuur

## S
Sage - 
Satire - 
Schrijver -
Schotse literatuur -
Sciencefiction -
Sonnet -
Sprookje -
Stadsdichter -
Streekroman - 
Stijlfiguur -
Stripverhaal - 
Structuur -
Surinaamse literatuur

## T
Taal - 
Tachtigers -
Toneelschrijver - 
Toneelstuk - 
Triolet - 
Tsjechische literatuur - 
Turkse literatuur

## U
Uitgeverij -
Utopie

## V
Vergelijking tussen epiek en lyriek -
Vrije poëzie

## W
Welshe literatuur -
Wetenschappelijke literatuur

## Y
Yaoi

## Z
Zuid-Slavische literatuur